# Anders Lundqvist (skådespelare)
Anders Lundqvist, död 1809, var en svensk skådespelare och teaterledare. Han var ledare för sitt eget teatersällskap. 
Anders Lundqvist noteras 1786–1790 som anställd vid Comediehuset i Göteborg, och därefter hos Johan Anton Lindqvist. Han bildade sedan ett eget teatersällskap. Han försökte upprätta en egen teater i Jönköping 1798–1799. Han och hans hustru benämns som "rätt framstående konstnärer för sin tid", men det sades också att förutom dem var sällskapet inte framstående. Han förestod Comediehuset 1801–1802. Vid besöket i Göteborg bestod truppen förutom av dess direktör av hans fru Maria Sofia Lundqvist (förut Blomster), Helena Sofia Hedin, Fredrika Gustafva Colling, Charlotta Wallman, och Ulrika Westphal; Gustaf Hedin, Peter Ekman, Vincent Fredriksson, Carl G. Kjellström, Johan Adolf Ljung samt Carl Petter Utberg. Anders Lundqvists sällskap upplöstes sedan och han var sedan engagerad hos Carl Stenborg, med vilkens trupp han besökte Göteborg 1809.  
Han ska under de sista åren ha haft kraftig nedsatt syn, och omkom genom drunkning i Göteborg.
Han gifte sig 1794 med Maria Sofia Blomster, med vilken han hade nio barn. 